# Acido dimorfecolico
L'acido dimorfecolico è un acido grasso a catena lineare con diciotto atomi di carbonio contenente 2 doppi legami in posizione 10=11 e 12=13 e un gruppo ossidrilico in posizione 9, con formula di struttura:
```
CH
3
-(CH
2
)
4
-C=C-C=C-C-(CH
2
)
8
-COOH
                   |
                   OH
```

Con il nome di acido dimorfecolico possono venir designati diversi enantiomeri (R) o (S) a seconda della configurazione del gruppo ossidrilico con i doppi legami in configurazione sia cis che trans.
L'isomero presente in alcune piante, noto anche come acido (9S)-β-dimorfecolico, ha la configurazione trans-trans dei 2 doppi legami non interrotti da un gruppo metilenico ( coniugati )  con notazione delta: S-9-OH-18:2Δ10t,12t. e nome IUPAC : acido (9S,10E,12E)-idrossi-10,12-ottadecadienoico.
L'isomero principale negli animali, noto anche come acido (9S)-α-dimorfecolico, è un prodotto del metabolismo cellulare attivato da enzimi lipossigenasi ed ha i doppi legami coniugati in configurazione trans-cis con nomenclatura delta:  S-9-OH-18:2Δ10t,12c e nome IUPAC : acido (9S,10E,12Z)-idrossi-10,12-ottadecadienoico.
Pur avendo attività biologiche diverse i diversi isomeri spesso non vengono distinti e molti studi identificano l'acido con la generica sigla 9-HODE includendo anche gli stereoisomeri (R) 
L'acido dimorfecolico è stato individuato per la prima volta nei gliceridi dell'olio dei semi di Dimorphotheca aurantiaca, della famiglia delle Asteraceae,  da F.R. Earle , I. A. Wolff e Quentin Jones nel 1960. Nello stesso anno C.R. Smith e altri ne hanno identificato la struttura e la configurazione trans-trans dei 2 doppi legami, proponendone il nome comune derivandolo dalla specie vegetale. La concentrazione in questo olio va dal 47 al 66% sul totale degli acidi grassi.
Nelle piante è stato ipotizzata la biosintesi con un percorso analogo a quello dell'acido eleninolico S-9-OH-18:2Δ10t,12a con un riarrangiamento di acidi grassi epossidici coniugati.
Negli animali l'acido alfa-dimorfecolico o 9(S)-HODE è un agonista del recettore gamma attivato dai proliferatori dei perossisomi PPAR-γ sintetizzato nel corpo dall'acido linoleico. L'acido alfa-dimorfecolico attiva il PPAR nelle cellule endoteliali umane aumentando l'espressione di tipo 1 dell'inibitore dell'attivatore del plasminogeno. L'inibitore dell'attivatore del plasminogeno di tipo 1 è un importante inibitore fisiologico della fibrinolisi, con i suoi livelli plasmatici correlati al rischio di infarto del miocardio e trombosi venosa. 
Un insieme simile di isomeri dell'acido 13-idrossiottadecadienoico (13-HODE) (ovvero 13(S)EZ-HODE), 13(R)EZ-HODE, 13(S)EE-HODE) e 13(R)EE- HODE) si presenta naturalmente e in particolare in condizioni di forme di stress ossidativo in concomitanza con i 9-HODE.
Al gruppo degli HODE, classificato come metaboliti delle lipoproteine a bassa densità ossidate, vengono attribuiti diversi ruoli e attività biologiche ed il loro tenore nei tessuti da alcune ricerche viene correlato ad alcune patologie umane, tra cui: asma, aterosclerosi, cancro al colon, cancro al seno, artrite reumatoide, rene policistico, diabete, pancreatite cronica, steatoepatite; anche se l'utilizzo degli HODE come biomarcatori della perossidazione lipidica non ha raggiunto una utilità clinica.